# John Milton

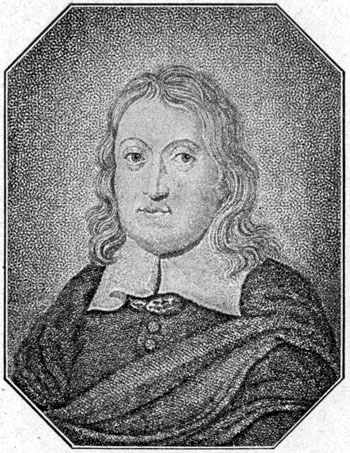
John Milton

John Milton (Londen, 9 december 1608 – Chalfont St. Giles, 8 november 1674) was een Engels dichter en polemist. Hij was ambtenaar onder het bewind van Oliver Cromwell in de tijd van het Engelse Gemenebest. Hij is vooral bekend om zijn epische gedicht Paradise Lost.
John Milton was een ontwikkeld man. Hij schreef in een tijd van religieuze veranderingen en politieke onrust in Engeland. Zijn poëzie en proza reflecteren zijn eigen bekommernissen om deze actuele thema's. Een voorbeeld hiervan is zijn verhandeling Areopagitica, zijn populairste prozawerk. Behalve in het Engels schreef hij ook in het Latijn en Italiaans. Zijn reputatie droeg tot ver over de landsgrenzen heen. Na zijn dood taande Miltons aanzien als schrijver. Dat bleef gedurende een aantal eeuwen zo. Al in een vroeg stadium werd hij het onderwerp van partijdige biografieën door John Toland en Anthony à Wood. Samuel Johnson schreef ongunstig over Miltons politieke overtuigingen als die van "een bittere en norse republikein", maar prees zijn gedicht Paradise Lost uitbundig als "een van de knapste scheppingen van de menselijke geest". William Hayley's biografie uit 1796 noemde hem de "grootste Engelse auteur". Men beschouwt Milton over het algemeen als een van de belangrijkste schrijvers in het Engels en als een vooraanstaand denker.

## Chronologie

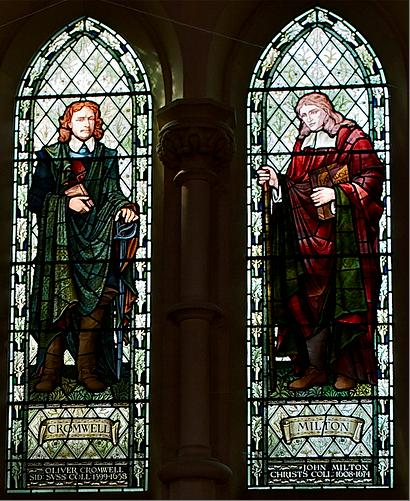
Oliver Cromwell (links) en John Milton met Paradise Lost in handen, op een glas-in-loodraam in Cambridge

Milton was de zoon van een puriteinse schrijver. Hij genoot onderwijs op de St. Paul's School in Londen, bovendien aan Christ's College in Cambridge (1625-1632). Al in Cambridge schreef hij enkele goede gedichten, zoals op eenentwintigjarige leeftijd Ode on the Morning of Christ's Nativity ("Ode op Kerstochtend").
Hij was oorspronkelijk voorbestemd tot een loopbaan als priester, maar vanwege zijn onafhankelijke geest gaf hij "de voorkeur aan een onschuldig zwijgen boven het heilige ambt gekocht en begonnen met onderdanigheid en afleggen van geloften"
("prefer a blameless silence before the sacred office of speaking bought and begun with servitude and forswearing"). In Buckinghamshire bracht hij vijf rustige jaren door met lezen en schrijven. In deze periode schreef hij
L'Allegro, Íl Penseroso, Arcades, Comus en Lycidas. Deze werken dragen allemaal de verheven geest van zijn religieuze overtuigingen uit.
In 1638 en 1639 reisde hij over het vasteland van Europa en kwam in contact met mannen als Hugo de Groot, Galileo en Lucas Holete. De uitbraak van de Engelse Burgeroorlog deed hem naar huis terugkeren. De daaropvolgende twintig jaar wijdde hij bijna geheel aan zijn werk voor de puriteinse zaak.
In 1641 en 1642 verschenen zijn traktaten Of Reformation touching Church Discipline in England, Prelatical Episcopacy, An Apology against a Pamphlet Called a Modest Confutation of the Animadversions upon the Remonstrant against Smectymnvvs
en The Reason of Church Government Urged against Prelaty.
Met zijn grote welbespraaktheid en kennis van de kerkelijke geschiedenis deelde
hij zware klappen uit aan de intolerante top van de Church of England.
Het mislukken van zijn huwelijk met een dochter van een koningsgezinde edelman uit Oxfordshire - ze verliet hem binnen een maand - zette Milton ertoe aan om vier traktaten over echtscheiding te schrijven. Het eerste heette The Doctrine and Discipline of Divorce, waarin hij de Engelse huwelijkswetten
aanviel, die volgens hem vrijwel hetzelfde waren als de middeleeuwse katholieke wetten. In dit traktaat keurde hij echtscheiding op grond van onverenigbaarheid
van karakters en onvruchtbaarheid goed.
Na contacten met Samuel Hartlib en Comenius schreef hij in 1644, aanvankelijk anoniem, in briefvorm het korte traktaat Of Education, waarin hij aandrong op hervorming van de universiteiten. In hetzelfde jaar kwam Areopagitica, a Speech for the Liberty of Unlicensed Printing uit, zijn populairste proza-werk.
In The Tenure of Kings and Magistrates uit 1649 betuigde hij zijn steun aan het Gemenebest, waarvan hij "Latin secretary" ("Minister van Latijn") werd. Uit hoofde van deze functie schreef hij Eikonoklastes (1649), als antwoord op Eikon basilike, dat soms wordt toegeschreven aan koning Karel I. Ook schreef hij het eerste Pro populo Anglicano defensio (1651), tegen Salmasius, en in 1654 het Defensio secunda en Pro se defensio.
Zijn beheersing van het Latijn was van groot nut voor de uitwisseling van documenten in die taal tussen Cromwells regering en het vaste land van Europa.
Milton was een harde werker. Hij werd blind maar bleef tot het ambtsherstel van Karel II in functie. Daarna trok hij zich gedesillusioneerd terug om zich weer aan de poëzie te wijden. Uit deze periode stamt het werk dat hem algemene roem bracht, Paradise Lost (1667). Daarna volgden het veel mindere Paradise Regained en Samson Agonistes (1671).
Miltons religieuze opvattingen komen gedeeltelijk tot uitdrukking in de al genoemde traktaten, in Civil Power in Ecclesiastical Causes en Considerations touching the Likeliest Means to Remove Hirelings out of the Church (1659). Ze komen vooral naar voren in zijn De doctrine Christiana. Het lang verloren gewaande manuscript hiervan werd pas in 1823 ontdekt.
Zijn gezichtspunt is volledig subjectief en individualistisch. Zijn geloof was
afgeleid van de Bijbel in plaats van de door mensen geschapen tradities.
Daarom is het dan ook niet verwonderlijk dat Milton afwijkende opvattingen
had over bijvoorbeeld de Heilige Drie-eenheid, het ontstaan van de wereld, en meer praktische zaken zoals het huwelijk.
Zijn werk is niet zozeer een complete, wetenschappelijke analyse in de moderne
zin des woords, als wel een uiteenzetting van een heldere en universele manier
om de Bijbel te (leren) lezen.
De protestantse individualist en idealist Milton kondigde in veel opzichten een nieuwe tijd aan, dus hij was ook een typische aanhanger van de revolutionaire opvattingen waaraan hij het grootste deel van zijn leven besteedde.

## Drama en poëtische werken
- L'Allegro (1631)
- Il Penseroso (1631)
- Comus (een maskerade) (1634)
- Lycidas (1638)

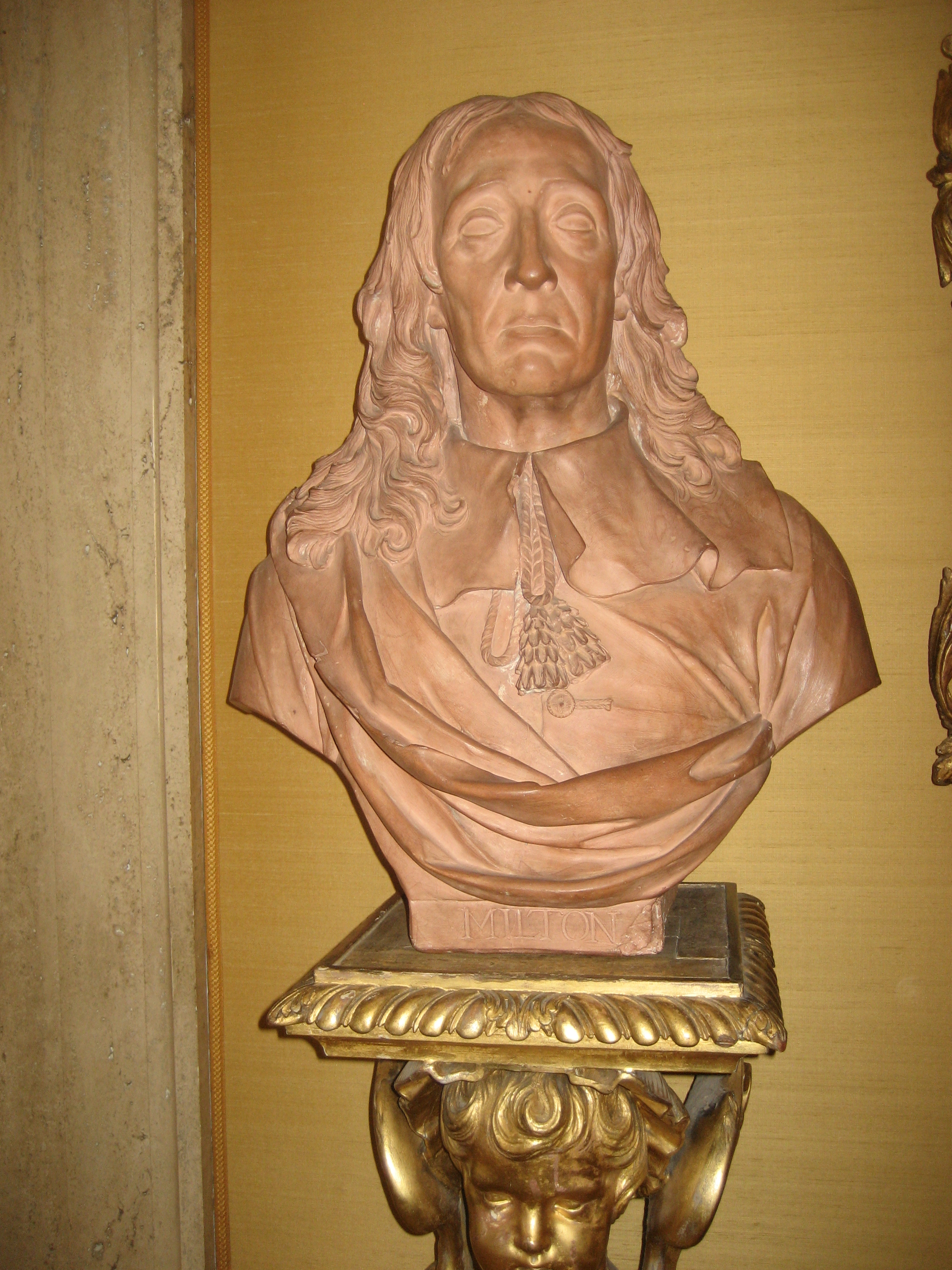
Beeld van John Milton in het Fitzwilliam Museum in Cambridge

- Poems of Mr John Milton, Both English and Latin (1645)
- Paradise Lost (1667). Vertaald door J. van Zanten als: 't Paradys verlooren. Heldendicht in tien boeken (1728).[a]
- Paradise Regained (1671)
- Samson Agonistes (1671)
- Poems, &c, Upon Several Occasions (1673)

## Politieke, filosofische en religieuze prozawerken
- Of Reformation (1641)
- Of Prelatical Episcopacy (1641)
- Animadversions (1641)
- The Reason of Church-Government Urged against Prelaty (1642)
- Apology for Smectymnuus (1642)
- Doctrine and Discipline of Divorce (1643). Vertaald als: Tractaet ofte discours vande echt-scheydinge, waerin verscheyden Schriftuyr plaetsen, ende politycke regulen, dese materie aengaende, en der selver lang verborgene meyningen, werden ontdect ....[b] Middelburgh, Jacob de Laet, 1655
- Judgement of Martin Bucer Concerning Divorce (1644)
- Of Education (1644)
- Areopagitica (1644)
- Tetrachordon (1645)
- Colasterion (1645)
- The Tenure of Kings and Magistrates (1649)
- Eikonoklastes (1649)
- Pro populo Anglicano defensio (1651). Vertaald als: Joannis Miltons Engelsmans verdedigingh des gemeene Volcks van Engelandt, Tegens Claudius sonder Naem alias Salmasius Konicklijke Verdedigingh.[c] Gedrukt in Amsterdam door Johannes Janssonius, 1651
- Defensio Secunda (1654)
- A treatise of Civil Power (1659)
- The Likeliest Means to Remove Hirelings from the Church (1659)
- The Ready and Easy Way to Establish a Free Commonwealth (1660)
- Brief Notes Upon a Late Sermon (1660)
- Accedence Commenced Grammar (1669)
- History of Britain (1670)
- Artis logicae plenior institutio (1672)
- Of True Religion (1673)
- Epistolae Familiaries (1674)
- Prolusiones (1674)
- A brief History of Moscovia, and other less known Countries lying Eastward of Russia as far as Cathay, gathered from the writings of several Eye-witnesses (1682)
- De Doctrina Christiana (1823)